# Estudantes pela Exploração e Desenvolvimento do Espaço
Students for the Exploration and Development of Space (SEDS, em português: Estudantes pela Exploração e Desenvolvimento do Espaço) é uma organização estudantil internacional cujo propósito é promover a exploração e o desenvolvimento espacial através de projetos educacionais e de engenharia.

## Declaração de missão
O EEDE é uma organização independente de estudantes que promove a exploração e o desenvolvimento do espaço. Ele busca esta missão educando as pessoas sobre os benefícios do espaço, apoiando uma rede de estudantes interessados, fornecendo uma oportunidade para os membros desenvolverem suas habilidades de liderança e inspirando as pessoas através de seu envolvimento em projetos relacionados ao espaço. O EEDE acredita em uma civilização espacial e que focar no entusiasmo das pessoas jovens é o segredo para o futuro da humanidade no espaço.

## História
Estudantes pela Exploração e Desenvolvimento do Espaço foi fundado em 1980, no Instituto Tecnológico de Massachusetts, na Universidade de Princeton e na Universidade de Yale e consiste de um grupo internacional de estudantes de 2º grau e de graduação de uma diversa variedade de ambientes educacionais que estão trabalhando para promover o espaço. EEDE é uma organização baseada em capítulos, com alguns no Canadá, na Espanha, nos Estados Unidos, nas Filipinas, na Índia, em Israel, no México, no Nepal, na Nigéria e no Reino Unido. A Sede Nacional permanente do EEDE-EUA fica no Instituto Tecnológico de Massachusetts. Cada capítulo é razoavelmente independente e coordena atividades e projetos em sua própria área.

## O quê os membros do EEDE fazem
Os membros do EEDE são pessoas interessadas em fazer o máximo que puderem para promover a exploração e o desenvolvimento espacial. O primeiro passo neste processo contínua é aprender. O EEDE fornece um ambiente no qual é possível obter acesso a muitas fontes de informação, incluindo palestras, excursões, filmes, grupos de discussão e atualizações diárias da NASA. Viagens e excursões para observação astronômica em complexos espaciais locais também têm um papel significativo na vida de muitos membros dos EEDE.
Os membros do EEDE freqüentemente usam o conhecimento que obtiveram para influenciar o futuro do programa espacial. Estudantes de vários capítulos tiveram papéis importantes na organização de grandes conferências e estabeleceram contatos importantes com membros da comunidade espacial. Outros ajudaram a aumentar a consciência pública em relação aos benefícios da exploração espacial, oferecendo apresentações em escolas locais de primeiro e segundo grau, assim como em universidades. Todos os capítulos mantêm contato entre si através de redes de computadores on-line.
Por fim, o EEDE cria um ambiente onde pessoas com interesses em comum podem relaxar e discutir livremente assuntos importantes para elas.